# 日産ロシア製造会社
ロシア日産自動車製造会社（Nissan Motor Russia Ltd, Ниссан России）は、2003年に設立された日産自動車のロシアにおける自動車生産および販売を行っていた企業で、サンクトペテルブルクに2億ドル（約192億円）を投じて竣工した工場を有する。年産能力5万台。取締役社長は保坂不二夫などが務めた。

## 概要
日産にとってロシアは欧州最大かつ世界で5番目の需要を有する市場であり、現地で日産の車両を生産することにより、ロシア国内の自動車産業の発展および雇用機会の増大につながると考え、工場の建設に踏み切り、2009年より稼動開始している。住所は、140, Komendantskiy Prospect, Pargolovo, 
座標: 北緯60度03分44.9秒 東経30度10分42.8秒 / 北緯60.062472度 東経30.178556度
St. Petersburg, 194362。日本メーカーではトヨタ モーター マニュファクチャリング ロシア（現地法人名：Toyota Motor Manufacturing Russia2005年5月設立、2007年12月工場生産開始） に次ぐ工場進出となった。

## 沿革
- 2003年8月　モスクワにて設立。
- 2006年6月　サンクトペテルブルクに組立工場を建設することでロシア経済発展貿易省、同市と正式合意。
- 2006年8月　インフィニティブランドを投入
- 2009年6月　工場稼動開始。ティアナ生産開始。
- 2009年9月　エクストレイル生産開始。
- 2010年3月　2011年よりムラーノを九州工場の輸入から現地生産に切り替えることを発表。
- 2022年11月24日　ロシア国営企業の自動車・エンジン中央科学研究所（NAMI）に1ユーロで全株式を売却した[2]。

## 生産車種
- エクストレイル
- キャシュカイ
- ムラーノ
- パスファインダー

## 販売車種
・日産ブランド
（上記3車種に加えて）
- キャシュカイ/キャシュカイ+2
- ノート
- アルメーラ（G11型ブルーバードシルフィがベース）
- アルメーラクラシック（ルノーサムスン製）
- ジューク
- ティーダ
- ナバラ
- GT-R
- パトロール
- パスファインダー
- NP300

・インフィニティブランド
インフィニティ全車種